# تپه اسدالله
تپه اسدالله مربوط به مفرغ است و در شهرستان دالاهو، بخش مرکز ی، دهستان حومه، ۱/۸ کیلومتری شمال غربی روستای سرچقا واقع شده و این اثر در تاریخ ۲۷ اسفند ۱۳۸۶ با شمارهٔ ثبت ۲۲۴۴۹ به‌عنوان یکی از آثار ملی ایران به ثبت رسیده است.